# 朏朏

圖出自《古今圖書集成·博物彙編·禽蟲典·第一百二十四卷》

朏朏為記載於《山海经》中的一種野獸，居住在霍山（位於中部山系薄山山脈，牛首山北方四十里，合谷山南方五十二里），樣子像狸貓，具有白色的尾巴及鬣毛，畜養牠可以解除憂愁，《麟書》中有與牠同遊能釋放憂愁、煩惱的記載。

## 記載
霍山大多生長構樹，朏朏之類的野獸居住在此山。《山海經廣注》的作者吳任臣提到《駢雅》中朏朏、蒙頌皆是屬於貍的一種。郝懿行認為《本草拾遺》中的風貍即為朏朏。

## 延伸閱讀
[在维基数据编辑]
 《欽定古今圖書集成·博物彙編·禽蟲典·第一百二十四卷》，出自陈梦雷《古今圖書集成》